# ა
Das An (ა) ist der erste Buchstabe des georgischen Alphabets. Der Buchstabe stellt den Laut [⁠ɑ⁠] dar und wird im Deutschen mit dem Buchstaben A transkribiert.
Heute wird im Mchedruli-Alphabet nur noch das ა verwendet. Im historischen Chutsuri-Alphabet gab es noch den Großbuchstaben Ⴀ; das kleingeschriebene Pendant dazu war das ⴀ.
Es war dem Zahlenwert 1 zugeordnet.

## Zeichenkodierung
Das An ist in Unicode an den Codepunkten U+10D0 (Mchedruli) bzw. U+10A0 (Chutsuri-Großbuchstabe) und U+2D00 (Chutsuri-Kleinbuchstabe) zu finden.